# Albert Eise
Albert Eise (né le 7 novembre 1896 à Oeffingen, mort le 3 septembre 1942 au camp de concentration de Dachau) est un prêtre catholique allemand, victime du Troisième Reich.

## Biographie
Albert Eise grandit avec quatre frères et sœurs dans une ferme près de Stuttgart. À 14 ans, il est allé au gymnasium d'Ehrenbreitstein tenu par les pallottins et en 1912 à la nouvelle maison d'étude des pallottins à Vallendar sous la direction spirituelle de Joseph Kentenich. En 1914, il assiste à l'acte fondateur du Mouvement de Schoenstatt.
En septembre 1915, il effectue son service militaire comme garde et infirmier. Le 24 septembre 1919, il devient novice dans la maison missionnaire pallottine de Limbourg-sur-la-Lahn et est ordonné prêtre le 6 juin 1925. Après avoir travaillé comme directeur spirituel, vice-recteur et recteur au Séminaire missionnaire pallottin de Freising, il devient un proche collaborateur de Kentenich à Schönstatt en août 1931 et se consacre notamment aux soins des nombreuses étudiantes attirées par le mouvement de Schönstatt.
Lorsqu'il devient rédacteur en chef du magazine Königin der Apostel en 1936, il reçoit un sévère avertissement du ministère de la Propagande. Le magazine est confisqué. En 1939, la Gestapo le harcèle à propos d'une série de sermons à Vienne. Il est arrêté lors d'une réunion secrète d'étudiants à Coblence le 4 août 1941 et emmené au camp de concentration de Dachau le 14 novembre 1941 (prisonnier numéro 28 660). Au sein du Pfarrerblock, il fait partie d'un  groupe de religieux du Mouvement de Schoenstatt Le travail forcé comme du plantage en février 1942, la faim et la dysenterie le mènent à sa mort le 3 septembre 1942.

## Commémoration
L'Église catholique considère Albert Eise dans le martyrologe allemand du XXe siècle en tant que martyr du Troisième Reich.